# Alexeï Grigorievitch Chtcherbatov
Le prince Alexeï Grigorievitch Chtcherbatov (en russe : Князь Алексей Григорьевич Щербатов), né le 23 février 1776 et mort le 15 décembre 1848 à Moscou, est un général d'infanterie, adjudant-général, gouverneur général de Moscou, conseiller d'État.

## Biographie
Issu d'une famille princière descendante de la dynastie des rurikides.Le 10 avril 1782, Alexeï Grigorievitch Chtcherbatov intégra le Régiment Semionovsky, le 1er janvier 1782, il fut promu officier, le 5 avril 1799, le grade de colonel lui est accordé, le 27 octobre 1800, promu major-général, le prince reçoit le commandement du Régiment d'infanterie Tenginski, mais, le 23 septembre 1804, pour des raisons familiales il prend sa retraite.
Le 4 septembre 1805, avec la nomination de commandant du 19e Régiment d'infanterie de Kostroma, le prince réintégra les rangs de l'armée. Il fut engagé dans la guerre de la Quatrième Coalition. Sa bravoure sur les champs de bataille de Golymin (26 décembre 1806), d'Eylau le 8 février 1807  lui valut l'ordre de Saint-Georges  (4e classe). Le 8 février 1807, après  la bataille de Polotsk (18 octobre au 20 octobre 1812), il fut décoré de l'Ordre de Saint-Vladimir (3e classe).
En mars 1807, le prince porta secours avec son unité à l'armée russe au Siège de Dantzig et prit une part active dans la défense de cette ville encerclée par les troupes françaises commandées par le maréchal Lefebvre. Napoléon Ier accorda une reddition honorable aux troupes russes, mais le prince refusa cette offre, déclarant vouloir se battre contre les troupes françaises pendant un an. Le 24 mai 1807, il fut fait prisonnier. Après la signature du traité de Tilsit, le 7 juillet 1807, le prince regagna la Russie. Entre 1808 et 1810, au sein de l'Armée du Danube, le prince combattit les Turcs et fut gravement blessé pendant le siège de la forteresse de Choumly.
Sa blessure guérie, le prince reprit du service dans l'armée, en 1812. Il commanda la 18e Division d'infanterie de la 3e Armée de réserve et d'observation placée sous le commandement du général Tormassov (le 18 septembre 1812. Après l'unification  de l'Armée du Danube, elle fut rebaptisée 3e Armée de l'Ouest). Il fut engagé dans différentes batailles : à Brest-Litovsk, le 25 juillet 1812, Alexeï Grigorievitch Chtcherbatov à la tête des troupes russes défit la cavalerie française et força les soldats de la Grande Armée à quitter la ville, le 27 juillet 1812 à la bataille de Kobrin, cette dernière fut considérée comme la première grande victoire des troupes russes sur l'armée napoléonienne et le 31 juillet 1812, sous le commandement du général Tomassov à Gorodetche, il combattit les troupes du général Rénier. Disputé avec le général Tomassov, le général Kamenski confia le commandement du 3e Corps de l'Armée de l'Ouest à Chtcherbatov,, aux alentours de la ville de Borissov, il fut également engagé dans des combats. Avec les troupes russes placées sous le commandement du maréchal Wittgenstein, il combattit les troupes françaises sur les hauteurs de Stoudienka. Le 22 novembre 1812, l'Ordre de Saint-Georges (3e classe) lui fut décerné.
Le 23 mai 1813, le prince fut promu lieutenant-général, et fut chargé en outre du commandement du 6e Corps d'infanterie (17e et 18e Divisions). Entre janvier et avril 1813, avec les troupes prussiennes et russes commandées par l'amiral Tchitchagov, le prince fut engagé dans le siège de la garnison française à Toruń. Le 5 juillet 1813, à la bataille de Königswart, à la tête du 6e Corps d'infanterie, le prince mit en déroute un Corps italien et captura 750 hommes dont plusieurs généraux. Pendant le déroulement des combats à la bataille de Bautzen, il fut une nouvelle fois grièvement blessé. Il fut placé au cours des six derniers mois de l'année 1813 à la tête du 6e Corps d'infanterie de l'Armée de Silésie. Il fut engagé dans les batailles de Leipzig et de Katzbach. Une épée d'or sertie de diamants lui fut remise après la bataille de Leipzig. À Löwemberg, il battit la Division du général Puthod (29 août 1813). Cet acte de guerre lui valut l'ordre de Saint-Alexandre Nevski. Le 29 janvier 1814, à la tête du 6e Corps d'infanterie, une fois de plus, le prince se distingua par sa bravoure au combat : il captura 28 canons à l'ennemi et fit 3 000 prisonniers. En récompense, il fut décoré de l'ordre de Saint-Georges (2e classe) le 9 février 1814.
Au cours de la campagne de France, le prince se distingua lors de la prise des villes de Soissons et Paris. À la fin du conflit contre les armées napoléoniennes, le prince resta à la tête du 6e Corps d'infanterie. Le 10 août 1816, il fut élevé au grade d'adjudant-général. Le 12 décembre 1823, il fut nommé général d'infanterie. Le 16 septembre 1826, le commandement du 2e Corps d'infanterie lui fut confié.
En 1831, le prince fut engagé dans la répression menée contre les Polonais. En septembre 1831, il participa à la prise de Varsovie par les troupes russes. Une fois de plus, au cours des combats menés contre les Polonais, le prince reçut une épée d'or sertie de diamants avec lauriers. Pour raisons de santé, le prince quitta l'armée avec son uniforme et une retraite à taux plein, le 13 décembre 1835.
En 1839, Alexeï Grigorievitch Chtcherbatov reprit du service dans l'armée par sa nomination de commandant en chef du Régiment d'infanterie des cadets de Kostroma. Le 18 avril 1844, il siégea en qualité de conseiller d'État. Le 14 avril de la même année, il occupa le poste de gouverneur général de Moscou.
À son poste de gouverneur général, Alexeï Grigorievitch Chtcherbatov s'engagea dans la lutte contre la pollution et le travail de nuit des enfants. Sur une proposition du prince, une commission fut créée, ayant pour mission de procéder à des recherches concernant les usines responsables de pollution dans les eaux côtières et les rivières traversant la ville de Moscou. Il adressa une pétition à Nicolas Ier de Russie. Dans cette pétition, le prince dénonçait le travail effectué par les enfants la nuit. L'Empereur soutint le prince dans sa démarche. En 1845, le Comité des ministres de l'Empereur proclama un décret, dans lequel il était demandé aux chefs d'entreprise dirigeant des usines de respecter leurs obligations : « afin que le travail de nuit ne soit pas effectué par des enfants âgés de moins de 12 ans et ne soient pas affectés à un poste de minuit à six heures ».
Au cours de son mandat de gouverneur général de Moscou, le prince veilla à la mise en œuvre des travaux d'urbanisme établi par son prédécesseur.
Le 10 octobre 1843, le prince fut récompensé pour ses services rendus à la Couronne impériale de Russie, il reçut la plus haute distinction de l'Empire russe, l'Ordre de Saint-André.
Le 6 mai 1848, en raison de son mauvais état de santé, Alexeï Grigorievitch Chtcherbatov présenta sa démission.

## Décès et inhumation

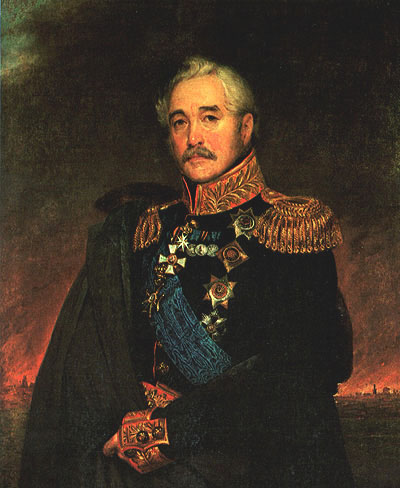
Le général et prince Alexeï Grigorievitch Chtcherbatov en 1840

Le prince Alexeï Grigorievitch Chtcherbatov meurt le 15 décembre 1848 à Moscou, il est inhumé au Monastère Donskoï.

## Famille
Fils du prince Grigori Alexeïevitch Chtcherbatov (1735-1810) et de son épouse Anastasia Nikolaïevna Dolgoroukova ; le prince Alexeï Grigorievitch Cbhtcherbatov est le frère du major-général et prince Nikolaï Grigorievitch Chtcherbatov.
En 1809, il épouse Iekaterina Andreïevna Viazemskaïa (1789-1810), fille d'Andreï Ivanovitch Viazemski.
Veuf, en 1817, il épouse Sofia Stepanovna Apraxina (1798-1886), fille du comte Stepan Stepanovitch Apraxine (1757-1827) et de son épouse née princesse 
Catherine Vladimirovna Galitzine (1770-1854).
Cinq enfants naquirent de cette union :
- Iekaterina Alexeïevna Chtcherbatova (1798-1886), elle épousa Illarion Illarionovitch Vassiltchikov (1805-1862) ;
- Grigori Alexeïevitch Chtcherbatov (1819-1881), il épouse Sofia Alexandrovna Panina (1825-1905) ;
- Vladimir Alexeïevitch Chtcherbatov (1822-1902), gouverneur, chambellan, maréchal de la noblesse de la province de Saratov, il épouse Maria Afanassievna Stolypina (1832-1901) ;
- Alexandre Alexeïevitch Chtcherbatov (1829-1902), conseiller d'État, gouverneur de Moscou (1863), il épouse Maria Pavlovna Moukhanova (1836-1892) ;
- Olga Alexeïevna Chtcherbatova (1829-1879), elle épousa Sergueï Fiodorovitch Galitzine (1812-1849)[10].

### Sources
- « www.museum.ru » ( Dictionnaire des généraux russes qui ont participé aux combats contre l'armée de Napoléon Bonaparte en 1812-1815)
- « 1812w.ru »
- « www.mos.ru »